# کلارکسبرگ (نیوجرسی)
کلارکسبرگ (به انگلیسی: Clarksburg) یک منطقهٔ مسکونی در ایالات متحده آمریکا است که در میلستون، نیوجرسی واقع شده‌است. کلارکسبرگ ۵۷ متر بالاتر از سطح دریا واقع شده‌است.